# جان توکی
جان وایلدر توکی (به انگلیسی: John Wilder Tukey) (زاده ۱۶ ژوئن ۱۹۱۵ – درگذشته ۲۶ ژوئیه ۲۰۰۰) یک ریاضی‌دان و آماردان آمریکایی بود که بیشتر به خاطر توسعه الگوریتم تبدیل فوریه سریع (FFT) و نمودار جعبه‌ای شناخته می‌شود.

تست محدوده توکی، توزیع لامبدا توکی، تست افزایشی توکی، و Teichmüller-Tukey، همگی به نام او نامگذاری شده‌اند. او همچنین به عنوان پدیدآور واژه "بیت" و نخستین کسی که از واژه "نرم‌افزار" استفاده کرده، شناخته می‌شود.

## بیوگرافی
توکی در سال ۱۹۱۵ در نیوبدفورد، ماساچوست، به دنیا آمد. پدرش معلم زبان لاتین و مادرش معلم خصوصی بود. او در اغلب موارد توسط مادرش تحصیل کرده بود و فقط برای برخی موضوعات مانند زبان فرانسه به کلاس‌های عادی مراجعه می‌کرد. توکی در سال ۱۹۳۶ مدرک لیسانس و در سال ۱۹۳۷ مدرک کارشناسی ارشد در رشته شیمی را از دانشگاه براون دریافت کرد و سپس به دانشگاه پرینستون رفت. در سال ۱۹۳۹ پس از انجام پایان‌ نامه دکتری به نام "در مورد شمارش‌پذیری در توپولوژی"، مدرک دکترای خود را در ریاضیات از دانشگاه پرینستون دریافت کرد

در طول جنگ جهانی دوم، توکی در دفتر تحقیقات کنترل آتش کار می‌کرد و با ساموئل ویلکس و ویلیام کوکران همکاری می‌کرد. او به عنوان کسی که در طراحی هواپیمای جاسوسی U-2 کمک کرده است شناخته می‌شود. پس از جنگ، او به پرینستون بازگشت و وقت خود را بین دانشگاه و آزمایشگاه بل لابراتوری‌های AT&T تقسیم کرد. در سال ۱۹۶۲، توکی به جامعه فلسفی آمریکا منتخب شد.
 
او در سن ۳۵ سالگی استاد تمام شد و در سال ۱۹۶۵ به عنوان یکی از بنیانگذاران دانشکده آمار پرینستون منصوب شد.
توکی در بین مشارکت‌های فراوان خود در جامعه مدنی، عضو یک کمیته در انجمن آماری آمریکا بود که یک گزارش تهیه کرد که در نقد روش‌شناسی آماری گزارش کینزی، یعنی "مشکلات آماری در گزارش کینزی درباره رفتار جنسی انسان مذکر (مرد)" پرداخت و خلاصه آن بیان شد: "انتخاب تصادفی سه نفر بهتر از گروهی از 300 نفر بود که آقای کینزی انتخاب کرده بود".
از سال ۱۹۶۰ تا ۱۹۸۰، توکی به طراحی نظرسنجی‌های شبکه تلویزیونی ان‌بی‌سی برای پیش‌بینی و تحلیل انتخابات کمک کرد. همچنین او به عنوان مشاور به شرکت Educational Testing Service، شرکت Xerox و شرکت Merck & Company کمک کرد.
او در سال ۱۹۷۳ توسط رییس جمهور نیکسون مدال ملی علوم را دریافت کرد. وی در سال ۱۹۸۲ مدال افتخار IEEE را به خاطر "مشارکت‌هایش در تجزیه و تحلیل طیفی فرایندهای تصادفی و الگوریتم تبدیل فوریه سریع (FFT)" دریافت کرد.
توکی در سال ۱۹۸۵ بازنشسته شد و در تاریخ ۲۶ جولای ۲۰۰۰ در نیو برانزویک، نیوجرسی درگذشت.

## مشارکت های علمی
در اوایل دوره حرفه‌ای خود، توکی در شرکت بل لبز بر روی توسعه روش‌های آماری برای کامپیوترها کار می‌کرد، جایی که در سال ۱۹۴۷ واژه "بیت" را ابداع کرد.
توکی علاقه‌ مندی‌ های آماری بسیاری داشت که شامل حوزه‌های گوناگونی از جمله توسعه الگوریتم FFT کولی-توکی با جیمز کولی بود. در سال 1970، او کمک قابل توجهی به چیزی کرد که امروزه به عنوان jackknife شناخته می شود - همچنین به نام Quenouille-Tukey jackknife نامیده می شود - کمک کرد. وی نمودار جعبه‌ای را در کتاب "تحلیل داده‌های اکتشافی" خود در سال ۱۹۷۷ معرفی کرد.
تست محدوده توکی، توزیع لامبدا توکی، آزمون افزایشی توکی، Tukey's lemma و Tukey window همگی به نام او نامگذاری شده‌اند. او نیز خالق چندین روش کم‌شناخته دیگری مانند trimean و median-median line است که جایگزین آسان‌تری برای رگرسیون خطی محسوب می‌شود.
در سال ۱۹۷۴، او با Jerome H. Friedman، مفهوم projection pursuit را توسعه داد.

### تمرین آماری
او همچنین به تمرین آماری کمک کرد و تفاوت مهم بین تحلیل داده اکتشافی و تحلیل داده تاییدی را بیان کرد و باور داشت که بسیاری از روش‌های آماری بیش از حد بر تحلیل داده تاییدی تمرکز دارند.
او اعتقاد داشت که تفکیک دو نوع تحلیل می‌تواند مفید باشد، اما به این نکته هم اشاره کرد که در برخی موارد، به ویژه در علوم طبیعی، این امر مشکل است و این شرایط را به عنوان علم ناخوشایند نامید.
آقای A. D. Gordon خلاصه‌ای از اصول توکی برای تمرین آماری به شرح زیر ارائه کرده است:

این متن درباره موضوعات مختلفی در حوزه آمار و ریاضیات است. یکی از موضوعات مطرح شده در این متن، مزایا و محدودیت‌های آمار ریاضی است. برخی از روش‌های آماری در شرایط مختلف مفید هستند، اما در برخی شرایط، به دلیل نقض فرضیات پایه‌ای که بر آن‌ها تمرکز دارند، قابل استفاده نیستند. بنابراین، در این شرایط، نیاز به روش‌های آماری قوی و مقاوم به این نقض‌ها وجود دارد.

موضوعات دیگری که در این متن مطرح شده‌اند، شامل اهمیت کسب تجربه در استفاده از روش‌های آماری خاص، ضرورت اینکه داده‌ها بر روی انتخاب روش تحلیل تأثیرگذار باشند، مسئولیت رد نقش "نگهبان حقیقت ثابت شده" توسط آماردان، نیاز به مقاومت در برابر تلاش‌هایی برای ارائه راه‌حل‌های یک بار برای همه مسائل و یکپارچگی‌های اضافی در این زمینه، مباحث مربوط به تحلیل داده‌ها به صورت تکراری، تأثیرات افزایش توان، قابلیت دسترسی و ارزانیابی امکانات محاسباتی و آموزش آماردانان هستند.
سخنرانی‌های توکی به طرز عجیبی شناخته می‌شدند. ماکولاگ درباره سخنرانی او در لندن در سال ۱۹۷۷ به شرح زیر اشاره کرد:

توکی با حرکتی آرام و پیوسته به سمت سخنرانی رفت. او یک مرد بزرگ و قوی بود که شلوار گشاد و پیراهن بافته‌شده سیاه پوشیده بود. این دو قطعه لباس شاید قبلاً متناسب با یکدیگر بوده‌اند، اما به دلیل کهنگی آن‌ها، دیگر این جنین نبود. با دقت و آرامش، یک لیست از سرفصل‌ها روی تابلوی سیاه نوشت. کلمات نیز به آرامی و با کندی، مثل بسته‌هایی بزرگ و سنگین، به ترتیب تحویل داده شدند. هنگامی که کار به پایان رسید، توکی به سمت مخاطبان و سخنرانی رفت. "نظری، سوالی، پیشنهادی؟" از مخاطبان پرسید. در حالی که منتظر پاسخ بود، او به سخنرانی نشست و به‌صورت چهار زانو رو به مخاطبان قرار گرفت. ما در جمع بودیم و منتظر حرکت یا گفتار این آدم بزرگ بودیم. اما او به نظر می‌رسید که همان کار را انجام می‌دهد و این حس بی‌راحتی را به ما القا می‌کرد.

## ابداع اصطلاحبیت (bit)
در حین همکاری با جان فون نویمان در طراحی اولیه کامپیوترها، توکی کلمه "بیت" را به عنوان ترکیبی از "دیجیتال دودویی" (binary digit) معرفی کرد.
 
این اصطلاح برای اولین بار در مقاله ای از کلود شانون در سال ۱۹۴۸ استفاده شد.